# Lasioglossum avalonense
Lasioglossum avalonense là một loài Hymenoptera trong họ Halictidae. Loài này được Cockerell mô tả khoa học năm 1938.